# Forskalia contorta
Forskalia contorta is een hydroïdpoliep uit de familie Forskaliidae. De poliep komt uit het geslacht Forskalia. Forskalia contorta werd in 1841 voor het eerst wetenschappelijk beschreven door Milne-Edwards. 